# Eric Knowles
Eric Knowles (* 19. Februar 1953 in Nelson (Lancashire)) ist ein britischer Antiquitätenexperte, Kunsthändler, Sachbuchautor und Fernsehmoderator.

## Leben und Werk
Knowles besuchte die Nelson Secondary Technical School und arbeitete in den frühen 1970er Jahren sowohl im Ingenieurwesen als auch für eine Firma, die sich auf den Versand von Antiquitäten spezialisiert hatte. Er war ab 1976 in der Keramikabteilung des Londoner Kunstauktionshauses Bonhams tätig. 1981 übernahm er die Leitung der Abteilung. Ab 1992 wurde ihm der Aufbau des Bonhams Büros in Bristol übertragen. Er kehrte nach London zurück, wo er die Abteilung für dekorative Kunst leitete. 2013 wechselte er zum Auktionshaus Dreweatts & Bloomsbury. 2019 übernahm er den geschäftsführenden Vorsitz bei The Hoard (scottishantiques.com).
Einem breiten Publikum wurde Knowles als Experte für Keramikartikel in der Fernsehreihe Antiques Roadshow des britischen Fernsehsenders BBC bekannt. Daneben trat er in TV-Formaten wie Going for a Song, Going, Going, Gone, Noel’s House Party, Call My Bluff und 20th Century Roadshow auf. 2010 präsentierte er 20 Folgen der Reihe Restoration Roadshow auf BBC. In Sendungen der Reihe Antiques Master auf BBC Two trat er neben Sandi Toksvig auf; seit 2012 auch in der Fernsehsendung Put Your Money Where Your Mouth Is. Daneben war er Gastmoderator in der Reihe Bargain Hunt.
Knowles ist Fellow der Royal Society of Arts und der University of Central Lancashire, Träger eines Ehrendoktortitels der Southampton Solent University und Botschafter des The Prince’s Trust. Im Jahr 2000 ehrte ihn die Stadt London mit der Auszeichnung Freedom of the City. Er hielt Vorträge am Victoria and Albert Museum, am British Museum und anderen Museen in Australien, Kanada, den USA, Südafrika, Frankreich, Deutschland und der Tschechischen Republik.
Er publizierte eine Reihe von Sachbüchern zu Kunstthematiken, darunter:
- Lalique. Shire Collections. Bloomsbury USA, 2011, ISBN 0-74780-828-7.
- Mit John Bly: English Furniture. Shire Collections. Bloomsbury USA, 2010, ISBN 0-74780-786-8.
- Eric Knowles Antiques. A Beginner’s Guide with Over 1,400 Illustrations. Mitchell Beazley, 2006, ISBN 1-84533-234-2.
- Miller’s Art Nouveau & Art Deco Buyer’s price guide Miller’s, 2001, ISBN 1-84000-375-8.
- Mit Judith Miller, Martin Miller: Art Nouveau. Miller’s antiques checklist. Miller’s, 2000, ISBN 1-84000-278-6.
- Discovering Antiques: A Guide to the World of Antiques and Collectibles. De Agostini Editions, 1996, ISBN 1-89988-370-3.
- Miller’s Victoriana to Art Deco: A Collector’s Guide. Miller’s, 1993, ISBN 1-85732-176-6.
- Mit Judith Miller, Martin Miller: Victoriana. Miller’s antiques checklist. Mitchell Beazley, 1991, ISBN 0-85533-895-4.
- Mit Judith Miller, Martin Miller: Art Deco. Miller’s antiques checklist. Mitchell Beazley, 1991, ISBN 0-85533-888-1.